# Pjotr Lavrov
Pjotr Lavrovitsj Lavrov (Russisch: Пётр Лаврович Лавров; pseudoniem Mirtov (Миртов) (Melekhovo, (gouvernement Pskov), 2 juniJul/14 juniGreg 1823 - Parijs, 25 januari/6 februari 1900) was een Russisch filosoof, historicus, socioloog en socialist. Daarnaast was hij ook lid van de revolutionaire Narodniki-beweging en vertegenwoordiger van het Russisch populisme. Binnen de Russische filosofie was hij de belangrijkste vertegenwoordiger van het positivisme.

## Biografie
Pjotr Lavrov werd geboren in Melekhovo, gouvernement Pskov in 1823. Hij ging naar de militaire academie in Sint-Petersburg en studeerde daar af in 1842 als legerofficier. Zijn interesses verspreidden zich over talloze disciplines zoals natuurwetenschap, geschiedenis, logica, filosofie en psychologie. Hij was daarnaast ook van 1844 tot 1866 professor in de wiskunde aan de militaire academie.
Lavrov sloot zich echter bij de revolutionaire beweging aan in 1862. Hierdoor werd hij verbannen naar Oeralgebergte in 1868, maar hij kon op tijd ontsnappen. Hij vluchtte het land uit en vertrok naar Frankrijk, Parijs. Hier kwam hij in contact met de westerse antropologie en sociologie. Zijn aandacht ging ook uit naar de revolutionaire socialistische beweging in Frankrijk. Zo was hij lid van de Eerste Internationale en was hij in Parijs toen de Commune van Parijs in 1871 werd uitgeroepen. Hij vertrok toen echter naar het buitenland om daar steun te zoeken voor de commune. Zo bezocht hij ook Londen waar hij bevriend werd met Karl Marx en Friedrich Engels.
In november 1872 kwam hij zo in Zürich terecht en daar stond hij binnen de "Russische kolonie" al snel bekend als 'vijand' van Michael Bakoenin. Zelf steunde Lavrov meer het idee van hervorming en stond sceptisch tegenover een te drastische en radicale revolutie, zoals Bakoenin dat wilde. Zo stelde hij dat het wellicht makkelijk was om een staatsgreep te plegen in Rusland, maar om dan tot een echte socialistische staat te komen moest men ook het Russische volk meekrijgen. Lavrov richtte ook het tijdschrift Voorwaarts! (Вперед!) op in 1872 waarvan het eerste nummer verscheen in augustus 1873. Hij verzorgde daarnaast enkele publicatie van de extreemlinkse terreurgroepering Narodnaja Volja.

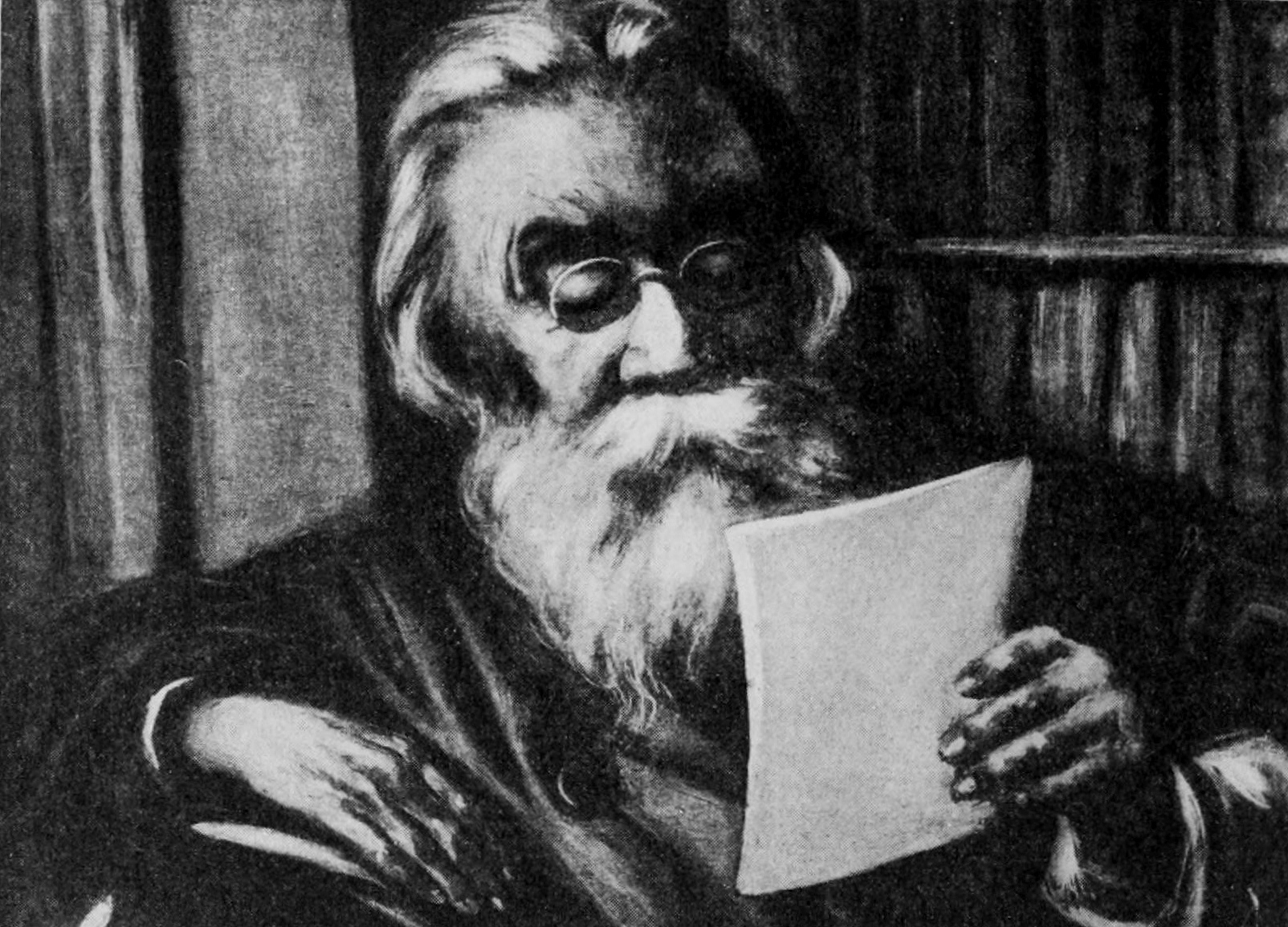
Een schets van Lavrov.

## Filosofie

### Positivisme
In zijn denken zette Lavrov een vorm van het empirisme en het positivisme uiteen, sterk geïnspireerd was op het werk van John Stuart Mill, Auguste Comte en Ludwig Feuerbach. Volgens Lavrov kunnen enkel feiten die door de ervaring gegeven zijn het onderzoeksobject van de wetenschap zijn. De objecten die we waarnemen bestaan ook en we kunnen ze kennen via onze zintuigen die er causaal mee in verband staan. Filosofie heeft in dit systeem als taak de verschillende resultaten van alle disciplines van de wetenschap te verenigen en tot een synthese te brengen.
Het doel van het wetenschappelijk onderzoek is volgens Lavrov altijd de mens. Zijn filosofie noemde hij dan ook 'antropologisme': alles draait rond de mens. De meest oorspronkelijke drang van de mens is de drang naar genot en het vermijden van pijn, dat Lavrov als aangeboren beschouwde. Hiermee kan hij dus binnen de ethiek als een utilitarist gezien worden. Andere vormen van morele gevoeligheid, zoals eerbied en waardigheid, zijn volgens Lavrov zaken die worden aangeleerd door het sociale leven en de cultuur.
In zijn filosofie van de geest profileerde Lavrov zich als determinist: de wereld was volledig bepaald door de causale wetten van de natuur. Voor vrije wil was er in principe geen plaats, maar dat impliceert niet dat men het begrip vrije wil zomaar moet afschaffen. Volgens Lavrov was het menselijk idee van vrije wil een noodzakelijke 'idealisering' van de menselijke natuur. Zonder vrije wil zou de maatschappij niet functioneren, dus moeten we wel van haar bestaan uitgaan, maar feitelijk bestaat zij niet.

### Revolutionaire ideologie
Lavrov sympathiseerde ook sterk met het linkse gedachtegoed dat in die tijd de ronde deed in Europa. Volgens Lavrov was het socialisme het natuurlijke resultaat van het West-Europese traject doorheen de geschiedenis. Net als Karl Marx was Lavrov van mening dat de bourgeoissamenleving, met haar kapitalisme, gedoemd was om in haar eigen vernietiging om te slaan. De noodzakelijk uitkomst hiervan was het West-Europese wetenschappelijke socialisme. De positie van Rusland binnen dit schema was onduidelijk, hoewel Lavrov hoopte dat Rusland mee op de boot kon springen.
In zijn analyse van Rusland merkt Lavrov op dat Rusland een speciaal geval is vanwege het feit dat ze nooit door het stadium van het feodalisme gegaan was. Sinds de invasies door het Mongoolse Rijk in de 13e eeuw was Rusland geïsoleerd en liep het de ontwikkeling die Europa doorging mis. Desondanks was een socialistische revolutie in Rusland, volgens Lavrov, nog steeds mogelijk. Dit in tegenstelling tot denkers zoals Georgi Plechanov die stelden dat een revolutionaire arbeiderspartij noodzakelijk was voor de revolutie. Lavrov hoopte dat er een speciale vorm van socialisme mogelijk was voor Rusland, gebaseerd op haar unieke historische karakter. Zo was 90 procent van de Russische bevolking in die tijd tewerkgesteld als landarbeider en had men daarnaast ook de speciale Russische intelligentsia die eigenlijk tot geen enkele klasse behoorde.
De ware socialistische revolutie in Rusland moest dan ook de rurale bevolking betrekken in haar daden en de intelligentsia had de taak Rusland mee in de revolutionaire stroom van Europa te krijgen. Zij moesten het volk leiden en hen de waarheden van het wetenschappelijk socialisme bijbrengen om uiteindelijk in opstand te komen wanneer de tijd rijp was. In die zin kan men Lavrov als Russisch populist beschouwen of als lid van narodniki. Het ideaal van deze stroming was de obsjtsjina (община) of dorpsgemeenschap.